# Promitobates mendax
Promitobates mendax is een hooiwagen uit de familie Gonyleptidae.